# Fibra xilemática
Las fibras xilemáticas son los elementos conductores del xilema, propios de las Angiospermas. Son muy semejantes a las fibras típicas y las más evolucionadas pueden llegar a tener protoplasto vivo. Entre las fibras xilemáticas se pueden distinguir:
- Fibrotraqueidas
- Fibras libriformes

Las fibras libriformes son normalmente más largas que las fibrotraqueidas. En ambas pueden aparecer tabiques transversales, originándose fibras septadas, que son comunes en las dicotiledóneas, donde almacenan reservas, por lo que se asemejan funcionalmente a los tejidos parenquimáticos. El contenido vivo de estas células puede persistir hasta por veinte años.